# Roshnik
Roshnik là một xã trong quận Berat thuộc hạt Berat, Albania. Dân số năm 2005 là 4607 người.